# Yves Grolet
Yves Grolet est un développeur de jeux vidéo belge actif depuis 1985. Après avoir développé des jeux informatiques en solo pour Commodore 64 et Amiga, il a travaillé pour divers studios de jeux vidéo pendant des décennies. En 2021, il a reçu le Lifetime Achievement Award lors de la cérémonie des Belgian Game Awards.
Il est le fondateur du studio Appeal, connu pour la série de jeux d'aventure Outcast.
Depuis début 2015, il est également actif en tant que vice-président du groupement d'intérêt wallon pour les jeux vidéo WALGA (Wallonia Games Association),.